# Cursus publicus

Основные дороги Римской империи, около 125 года н. э.

Cursus publicus (курсус публикус, с лат. — «общественный путь», греч. δημόσιος δρόμος) — государственная транспортная система в Римской, а позднее Византийской империях. Система была создана при императоре Октавиане Августе (27 год до н. э. — 14 год н. э.) и предназначалась для передачи важных сообщений, а позднее — поездок высоких персон и перевозки ценных грузов. Сама cursus publicus не занималась перевозкой, а только предоставляла инфраструктуру: на протяжении римских дорог были расположены станции, обеспечивающие смену лошадей, ночлег, питание и другие услуги. Система содержалась за счёт населения провинций и была тяжёлым экономическим бременем. Её использование требовало наличия разрешения, формально выдаваемого только для государственных целей, но часто получаемого влиятельными людьми в личных целях. На западе cursus publicus пришла в упадок в связи с падением Западной Римской империи, а на востоке система была закрыта на протяжении IV—V веков из-за крайней затратности её содержания. В современной литературе cursus publicus часто называется «римской почтой», хотя её устройство и весьма отличалось от устройства современной почты.

## История

Расширение Римской империи при Октавиане Августе: жёлтым цветом показана территория на 31 год до н. э.; тёмно-зелёным — завоевания в 31—19 годах до н. э.; салатовым — в 19—9 годах до н. э.; светло-зелёным — с 9 года до н. э. по 6 год; розовым — клиентские царства

### Ранний период
Система была сформирована Октавианом Августом (27 год до н. э. — 14 год н. э.), предположительно в 6-10 годах н. э., для передачи важных сообщений между императором и высшими чиновниками. Изначально она была устроена аналогично другим коммуникационным системам античности — например, персидской чапар-хане, — и состояла из курьеров, расставленных вдоль военных дорог (viae militares) и передающих друг другу сообщение. Недостатком такой системы было то, что курьеры не знали содержимое сообщения, а потому не могли предоставить дополнительную информацию о происходящем, а также меньшая ответственность за передачу сообщения. Вскоре система была изменена: вдоль дорог стали размещать сменные повозки или лошадей, которых менял курьер, путешествуя от начала и до конца. На протяжении своего существования cursus publicus подвергалась многочисленным реформам.
В этот период повозки и лошадей принудительно арендовали у местных жителей, выплачивая им за это деньги, а ночлег не оплачивался. Введение курьеров, едущих весь путь, позволило разделить обязанности и добавило безопасности системе: курьеры перевозили почту, а работники на местах — арендовали или реквизировали ресурсы у местных жителей. Наконец, транспортные средства (vehicula) могли перевозить не только курьеров и их сообщения, но и других людей и некоторое количество багажа.

### Реформы
Такая системы вызывала недовольство местных жителей, поэтому была установлена плата, которую сотрудники cursus publicus должны были выплачивать крестьянам за реквизированных лошадей. Также были введены разрешения (diploma) на пользование системой и ограничено количество лошадей, которых могли менять курьеры на станциях. Разрешения на использование выдавались прокураторам провинций, сенаторам, эквитам, центурионам и другим людям, выполняющих имперские или военные поручения.
Следующим шагом стал переход от случайных мест пересадок к построенным на регулярном расстоянии станциям (mansiones для ночлега и mutationes для смены лошадей), на которых можно было провести ночь и поменять лошадей. Станции были построены постепенно и, вероятно, процесс не завершился до III или IV века. После введения станций, а также в связи с инфляцией в несколько сотен раз на протяжении кризиса III века плата за пользование системой сошла на нет, а система стала финансироваться за счёт провинций.
Другим изменением стало выделение перевозки тяжёлых грузов, cursus clabularis, производящейся волами: считается, что это произошло при Септимии Севере (193—211), но вообще про неё мало что известно, в отличие от оставшейся быстрой перевозки cursus velox. Административные реформы Диоклетиана (284—305) также затронули систему: она стала называться не vehiculatio, а cursus publicus и вошла в образованную бюрократическую систему, работающие на ней frumentarii (перевозчики зерна, функционирующие как тайные агенты), были заменены на agentes in rebus.

### Византийская система
С постройкой новой столицы Римской империи, Константинополя, в 330 году система стала меняться. Так, стало пропадать различие между станциями для ночлега и для смены лошадей: по-гречески и те, и другие назывались Σταθμοί (stathmoi); к середине VI века упоминания отличий исчезают. Меньшую роль стали играть дороги: на смену повозкам пришли всадники на верблюдах, распространившихся в IV—VI веках повсеместно, а Лев I (457—474) отменил cursus clabularis во всём диоцезе Восток и ещё в некоторых регионах.
На протяжении IV—VI веков были закрыты и другие фрагменты системы — как в западной, так и в восточной частях империи: Юлиан (361—363) отменил cursus velox на Сардинии, а Юстиниан (527—565) — ещё в нескольких регионах, включая римскую Азию. После закрытия системы чиновники могли использовать своих собственных животных, организоваться вместе или использовать частных перевозчиков. Остатки системы, находившиеся в восточной части Византии и перешедшие под арабский контроль во время арабских завоеваний, наряду с персидским чапар-хане стали основой для арабской коммуникационной системы барид.

## Устройство

### Типы перевозки
В поздний период своего существования cursus publicus состояла из быстрой (cursus velox) и тяжёлой (cursus clabularis) перевозки.
Быстрая перевозка использовала ездовых (veredi) и грузовых (parhippi) лошадей, лёгкие двухколёсные повозки (birotae), которые тащили три мула, и тяжёлые четырёхколёсные повозки (raedae), перевозимые восемью мулами летом и десятью — зимой. Были введены ограничения на вес грузов: наездник мог перевозить 30 либр (ок. 10 кг), двухколёсная повозка — 200 либр (ок. 60 кг), четырёхколёсная — 1000 либр (ок. 300 кг).
Тяжёлая перевозка использовала вагоны (angariae), запряжённые двумя парами волом и переводящие до 1500 либр (ок. 500 кг).

### Станции

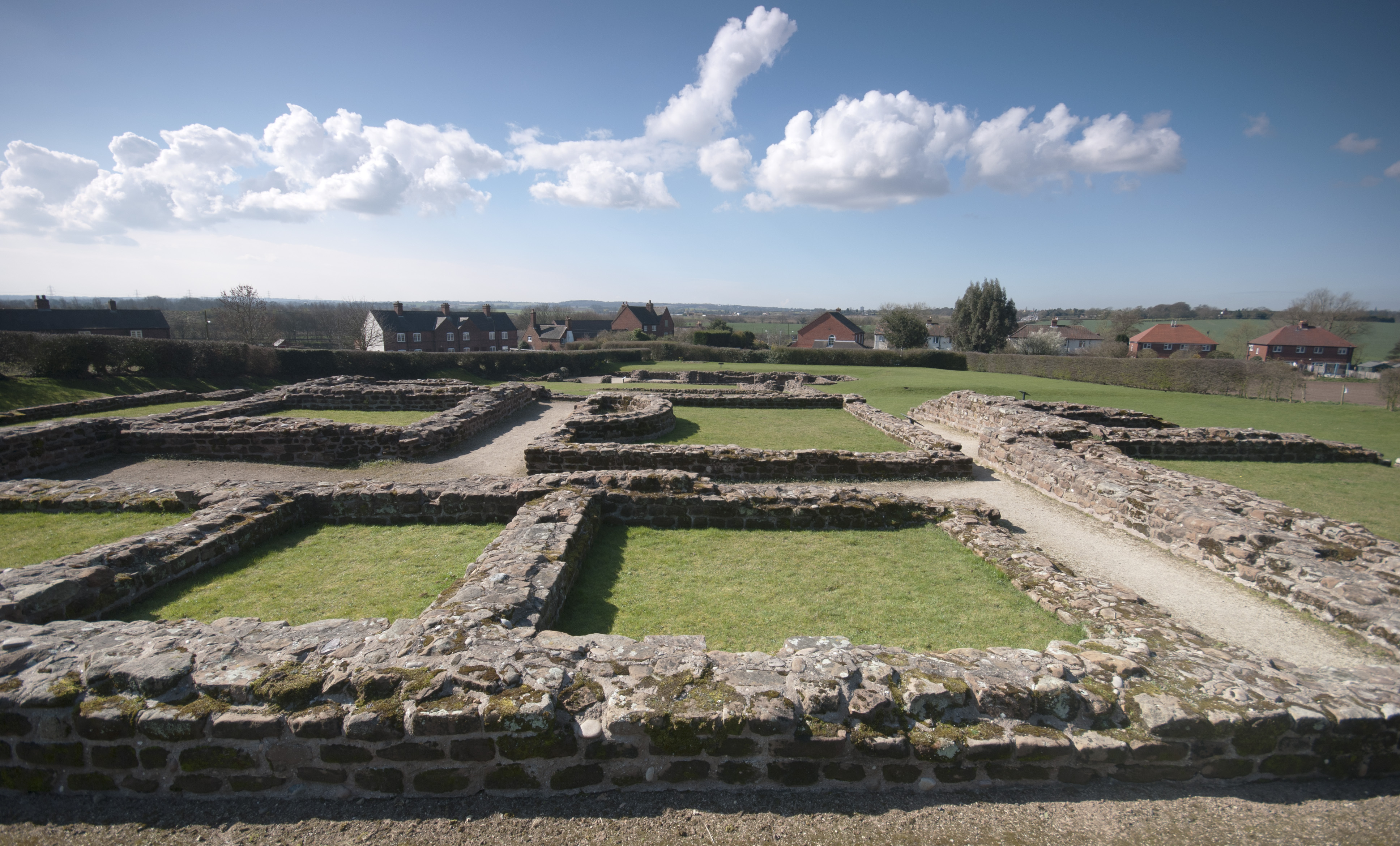
Раскопки станции (mansion) в римском поселении Letocetum, Англия.

Вдоль римских дорог в городах и между ними были сооружены станции: большие mansiones, обеспечивающие ночлег, и малые mutationes, предназначенные для смены лошадей и других тягловых животных.
Для оценки расстояния между ними используются итинерарий Антонина и Пейтингерова скрижаль, содержащие только города и mansiones, а главное — Бордоский итинерарий, в котором описывается путь неизвестного паломника и описаны также mutationes. В результате получается, что расстояние между ними редко превышало 20 км и в среднем составляло 15 км. Другая оценка использует фрагмент из Прокопия Кесарийского, говорящий, что путешественник мог проехать 5—8 станций в день. В предположении среднего дневного пути в 35 км, расстояние между станциями получается около 4—6 км, намного меньше. Если предположить, что станции были расположены так, чтобы крестьянин мог проехать до следующей с путешественником и в тот же день вернуться обратно, получается оценка расстояния сверху в 16—18 км.

### Сотрудники
Станциями управляли mancips (с лат. — «подрядчик»: обычно это были декурионы, назначенные местным советом. В некоторых провинциях управлять ими обязали ушедших на покой чиновников из сотрудников губернаторов, викариев или rationalis диоцеза, и даже иногда сотрудники префектов преториев (Валентиниан I пытался использовать comites, praesides и rationales — обеспеченных куриалов, которые достигли высокого ранга и потому не выполняли обязанностей декурионов). По закону 381 года mancips служили не более 5 лет и за успешную службу получали статус перфектиссима. Должность была непопулярна из-за высокой требовательности (например, запрещено покидать пост больше чем на 30 дней) и затратности.
На станциях было до 40 лошадей. Лошади служили четыре года, поскольку каждый год сменяли четверть из них. Так, в Египте сохранилось большое количество отчётов о выплате средств на покупку лошадей. Корм для животных предоставлялся из провинциального натурального налога. При этом табуларии распространяли лошадей по своему усмотрению, без учёта времени путешествия и необходимого количества, что было исправлено в 365 году. Чтобы препятствовать переработке лошадей, ограничивали вес перевозимых грузов и запрещали бить лошадей некоторыми типами приспособлений, но всё равно достаточно часты были перебои и срочные реквизирования тяглового скота: paraveredi и parangariae.
За лошадями следили конюхи и ветеринары. На станциях работали плотники и кузнецы, которые могли починить проезжающие повозки. Это были наследные общественные рабы, которых снабжали едой и одеждой, но которым не выдавали зарплату.

### Скорость
Скорость могла достигать ???.

### Затраты
Прокопий Кесарийский пишет, что раньше система была благословением для местных землевладельцев, поскольку они могли продавать на станции зерно за золото и платить им налоги. Он и Иоанн Лид пишут, что закрытие частей системы было для них большой потерей, а значит, видимо, затраты на неё были велики.

## Использование
Система позволяла передавать сообщения, перевозить людей и товары. Сотрудники cursus publicus не занимались перевозкой, а только предоставляли для этого инфраструктуру. Система не была централизована и долгое время не имела общего руководства: государство обязывало губернаторов провинций организовывать на их территории станции за счёт местных ресурсов. Система ограничивалась администрацией и людьми, работающими на станциях, а производящие перевозки курьеры и путешествующие с её помощью лица к ней не относились.
Для использования cursus publicurs необходимо было специальное разрешение (diploma): evectio для быстрой и tractoria для тяжёлой перевозки. Такие разрешения формально выдавались только для государственных целей, но влиятельные люди зачастую получали их для своих личных целей. Разрешение требовалось для каждой поездки: в нём указывались маршрут, срок действия и количество животных, которых было разрешено сменять на станциях. Было запрещено требовать от сотрудников станций большее, чем указано в разрешении, и использовать тягловый скот, не принадлежащий станциям: если не было свободного, путешественникам следовало дождаться его появления, а не требовать его у ближайшего крестьянина. Видимо, это было частое нарушение: император Константин в своих законах угрожал за него арестом и другими наказаниями.

### Передача сообщений
Система cursus publicus изначально была создана для передачи сообщений, при этом она не включала курьеров: службы использовали для их передачи собственный персонал, которые весьма варьировался. Использовались как военные, так и гражданские лица, как профессиональные курьеры, так и доверенные лица или просто подчинённые. Чиновников более высокого ранга, вплоть до officiales (помощников губернаторов), использовали, чтобы передать наиболее важные сообщения, пояснить подробности устно или получить немедленный ответ. В иных случаях могли отправлять и менее важных посланников: так, большой группой пользователей системы были профессиональные курьеры tabellarii и cursores, которые являлись имперскими рабами и вольноотпущенниками и были прикреплены к конкретным государственным службам. В более поздний период распространились agentes in rebus — курьеры, выполнявшие одновременно функции тайной полиции.
Система использовалась самим императором, стоящим во главе армии, меньшими войсковыми единицами, губернаторами провинций, местными магистратами, а также другими чиновниками. Поскольку система cursus publicus была весьма затратна и на каждое её использование требовалось разрешение, в менее срочных или важных случаях даже государственные курьеры могли не использовать в поездках эту систему. Система cursus publicus в некоторых случаях имела альтернативы: в Египте и на Адриатике для передачи сообщений использовались морские пути, а вдоль некоторых военных границ действовали военизированные курьерские службы. Тем не менее, альтернативы являлись только локальной заменой cursus publicus.

### Поездки людей

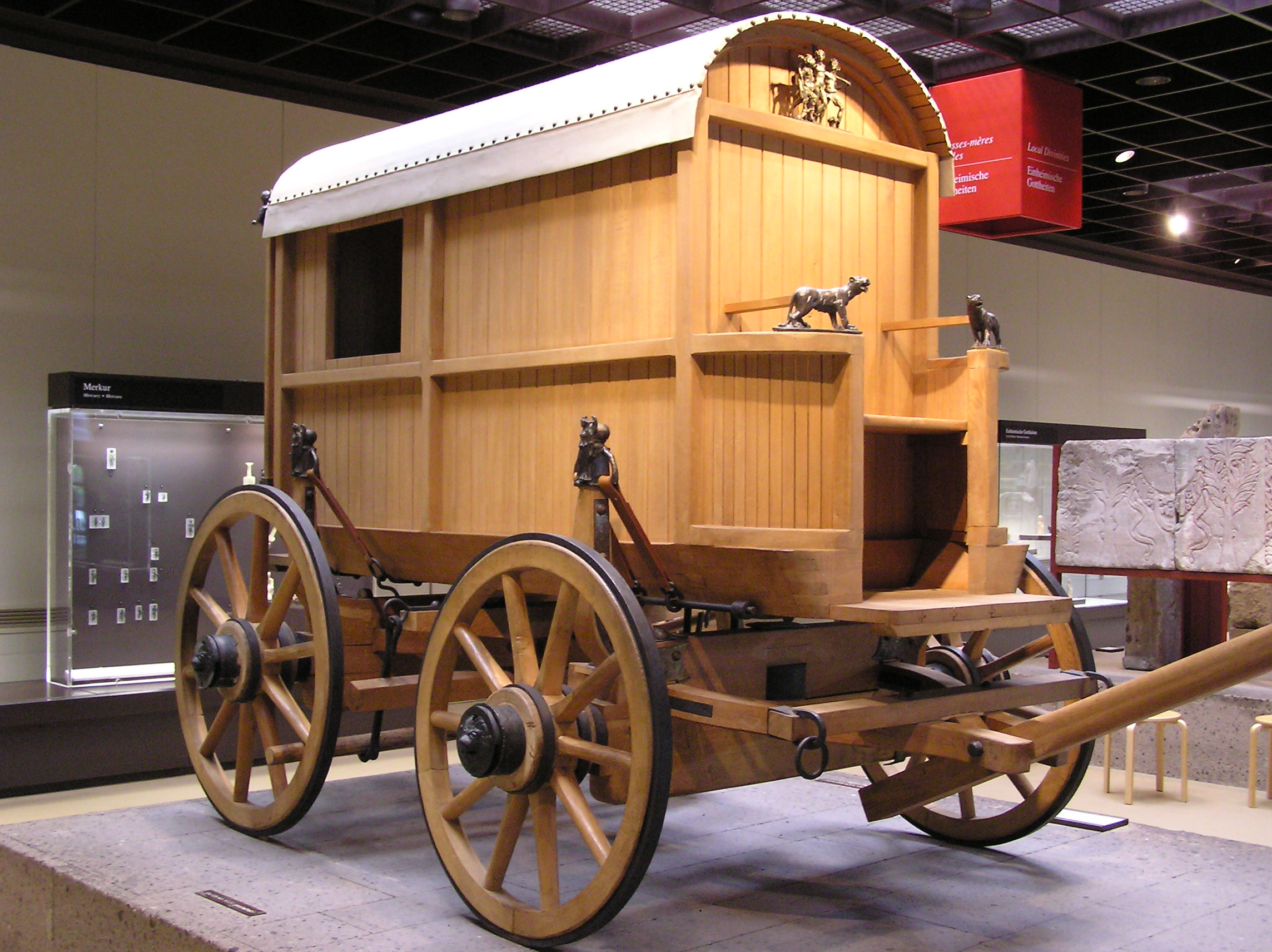
Реконструкция римской повозки (raeda). Римско-германский музей, Кёльн.

Система использовалась также для поездок людей, преимущественно государственных чиновников, обычно с помощью быстрой перевозки. По некоторым сведениям, разрешения также выдавали военным, призванным в комитаты, и духовенству, направляющимся на имперские собрания. Высокопоставленные чиновники (префекты преторий, военные магистры) могли использовать cursus publicus для возвращения домой после службы.
При этом обеспеченные люди легко могли получить разрешения для себя или своих подчинённых через знакомых им высокопоставленных чиновников. Например, Симмах благодарил Авсония за «четыре разрешения, которые были очень удобны для приезда и отъезда моих людей», а Стилихон — за разрешения для его агентов, направляющихся в Испанию для покупки лошадей. Кроме того, известно, что паломница Мелания с сопровождающими путешествовала cursus publicus из Палестины в Константинополь без разрешения).
Система cursus publicus не предоставляла путешествующим кучеров, они могли везти повозки сами или нанимать кого-либо. Это известно из указов, запрещающих бить лошадей дубинами и накладывающих ответственность за это на пользователей системы. Кучеры назывались superiumentarii и muliones и по крайней мере в некоторых случаях постоянно состояли на услужении у государственных чиновников. Также сопровождающие лица использовались для защиты и из-за тяжести пути.

### Перевозка грузов

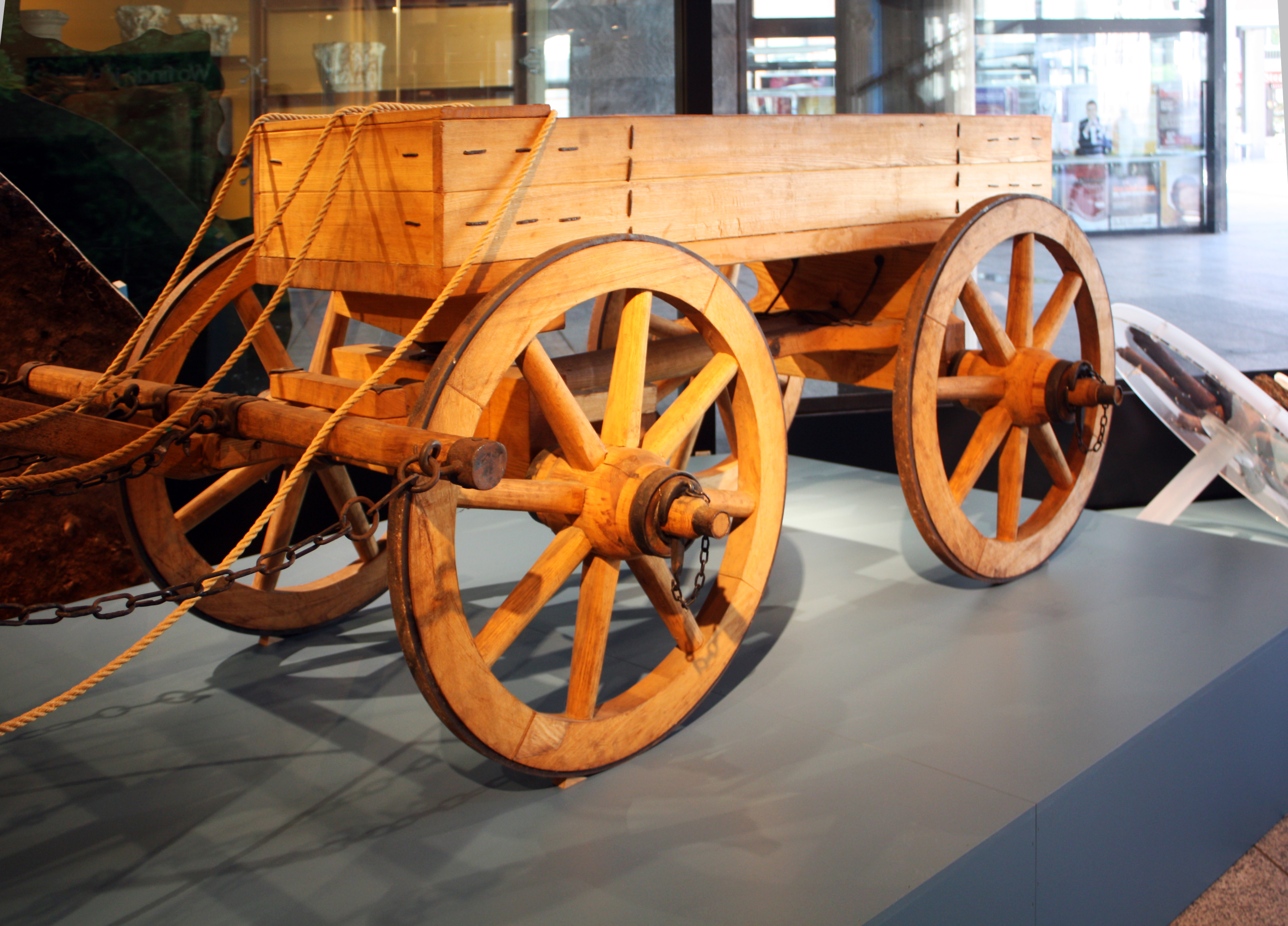
Реконструкция римского грузового вагона (angaria). Римско-германский музей, Кёльн.

Система также использовалась для перевозки грузов, но, несмотря на введение тяжёлой доставки, не была предназначена для массовой перевозки. Ей доставлялись налоги в форме золота и серебра (но не натуральные налоги), собранные для двух имперских финансовых министерств: comes sacrarum largitionum и comes rerum privatarum. Встречались другие ценные грузы: например, по приказу императора Константина таким способом были отправлены в Константинополь копии писания, сделанные Евсевием. Перевозились униформы и вооружение для армии, грузы для императорского двора и даже древесина и камень для общественных работ.
Перевозка cursus publicus могла предоставляться как привилегия: например, Юлиан в качестве исключения пообещал войскам, срочно собранным из Галлии на восточный фронт, разрешение использовать систему для перевоза багажа и семей. На использование накладывались жёсткие ограничения: по закону 360 года легион мог использоваться два вагона для перевозки раненых, не более, а Юлиан запретил использовать cursus publicus для перевозки мрамора на постройку частных домов.